# Rochus von Witzleben
Rochus Friedrich Otto von Witzleben (* 10. April 1758; † 1826) war dänischer Kammerherr, oldenburgischer Hofchef in Plön und Schlosshauptmann in Eutin.
Er stammte aus dem Thüringer Uradelsgeschlecht von Witzleben und war das sechste Kind der zweiten Ehe des dänischen Leutnants Adam Levin von Witzleben der Jüngere (1721–1766) und dessen Ehefrau Karoline von Sobbe.
Bereits mit 12 Jahren ging er in dänischer Dienste und wurde am 2. November 1769 Seconde-Lieutenant À la suite im Oldenburger Infanterie-Regiment. Er dauerte bis zum 1. April 1773, bis er wirklicher Seconde-Lieutenant wurde. Am 27. Februar 1782 erhielt er seine Demission als Hauptmann. Er trat hin herzoglich Holstein-Oldenburger und Bischöflich Lübecker Dienste, zudem wurde er Schloßhauptmann in Eutin. 1800 wurde er königlich dänischer Kammerherr und 1820 Chef des Hofes des geisteskranken Peter Friedrich Wilhelm von Oldenburg in Plön. Er starb überraschend 1826.
1788 heiratete er Marianne von Biedenstedt (1750–1831). Sie war die Tochter des Hessen Christoph Friedrich von Biedenstedt und dessen Ehefrau der Marquise Louise du Hamel. Wilhelmine war Hofdame der Herzogin Friederike von Oldendeburg.
Die aus dieser Ehe hervorgegangene Töchter Hermine Ernestine (1789–1876) und Johanne Eleonore Juliane (1793–1869) wurden Stiftsdame in Wemmetoft. Der Sohn Rochus wurde oldenburgischer Kammerherr.